# Айрленд Болдвін
Айрленд Елісс Бейсінгер-Бо́лдвін (англ. Ireland Eliesse Baldwin) (нар. 23 жовтня 1995), — американська фотомодель, акторка, діджейка та активістка прав тварин.
Моделінгом та акторською діяльністю зайнялася в 2013 році, знялась у фільмі Гранд реванш та в статтях для таких журналів, як Grazia. Позувала для PETA через 24 роки після того, як це зробила її мати. У 2019 році стала професійною діджейкою.

## Життєпис
Народилася в Лос-Анджелесі в сім'ї акторів Алека Болдвіна та Кім Бейсінгер. Є племінницею акторів Стівена, Деніела та Вільяма Болдвіна та двоюрідною сестрою моделі Гейлі Болдвін. У неї є дві молодші зведені сестри, Кармен і Люсія, і чотири зведені брати, Рафаель, Леонардо, Ромео та Едуардо, від другого шлюбу батька.
По лінії батька вона походить від пасажира англійського корабля «Мейфлавер» Джона Гоуленда (1592—1673), і за цією лінією є 14-м поколінням її родини, народженим у Північній Америці, і 15-м поколінням, яке живе в Північній Америці.
У 2007 році 11-річну Айрленд помітили ЗМІ, після того, як її батько залишив їй гнівне повідомлення голосової пошти. Алек Болдвін назвав дочку «грубою, безмозкою маленькою свинею».
У 2014 році Болдвін зустрічалася з реперкою Ейнджел Гейз. У 2015 році Гейз присвятила їй трек «Candlxs»; обкладинку із зображенням пари також виконавши власноруч. Через кілька місяців Бейсінгер-Болдвін розірвала стосунки, перш ніж звернутись до центру відновлення Malibu's Soba Recovery Center з приводу «емоційної травми».
У 2018 році почала зустрічатися з музикантом Корі Гарпером.

## Особисте життя
У 2014 році Болдвін зустрічалася з реперкою Енджел Гейз.

## Кар'єра
Айрленд Бейсінгер-Болдвін підписала контракт з IMG Models у березні 2013 року. У квітні вона дебютувала як модель у редакції купальників для New York Post. В травні вона з'явилась в журналі W Trend's It Trend, It Girl. В червні знімки Болдвін з'явились в журналі "Vanity Fair's ", її фотографував Патрік Демаршельє для випуску. Дала інтерв'ю Elle для вересневого випуску 2013 року. Стаття супроводжувалася інтерв'ю, Айрленд знімав фотограф Томас Вайтсайд, стиль від Джо Зі. Брюс Вебер знімав її для журналу DuJour. Болдвін також дебютувала у фільмі «Grudge Match», зігравши молодшу версію персонажки Кім Бейсінгер, Саллі.
В 2014 році Айрленд Бейсінгер-Болдвін була присутня на 86-й щорічній церемонії вручення Оскар разом з Ненсі О'Делл та Джо Зі, як кореспонденти ЗМІ для Entertainment Tonight.
У квітні 2015 року, після перебування в реабілітаційному центрі, Бейсінгер-Болдвін пішла з IMG Models. Потім вона підписала контракт з DT Model Management у червні 2015 року.
В 2014 році взяла участь у показі Donna Karan. В 2015 році стала обличчям компанії Rampage.
В в 2017 році Бейсінгер-Болдвін взяла участь у кампаніях True Religion Jeans' і Guess. В травні вона була на обкладинках Elle Bulgaria, L'Officiel Ukraine і Marie Claire Mexico. Також знялася в фільмі «Непроханий гість» у ролі головної героїні Мейсі Дункан.
У 2018 році позувала оголеною для кампанії PETA «Я краще піду голою, ніж носитиму хутро», через 24 роки після того, як це зробила її мати Кім Бейсінгер для знаменитої кампанії проти хутра. У рекламному ролику Болдвін зазначила, що у її контракті чітко прописана політика «без хутра». У вересні Болдвін з'явилася на обкладинці Grazia, яку зняв Ю Цай.
У 2019 році Айрленд Бейсінгер Болдвін стала професійною діджейкою. Вона була запрошена діджейкою разом із Керолайн Д'Амор на 3-тю річницю ресторану Norah.. У вересні була діджейкою на щорічній благодійній акції Pool Party від Smile Train.